# Шаровка (Хмельницкая область)
Шаровка (укр. Шарівка) — село в Ярмолинецком районе Хмельницкой области Украины.
Население по переписи 2001 года составляло 1212 человек. Почтовый индекс — 32132. Телефонный код — 3853. Занимает площадь 2,941 км². Код КОАТУУ — 6825889201.

## История
Село Шаровка расположено среди прудов в 10 км к северо-востоку от Ярмолинцев. Здесь обнаружены остатки поселений трипольской культуры и древнерусского городища. Шаровка известна с XIV в. как королевские владения, здесь стояла оборонительная башня на «Кучманском шляхе». В 1430-е гг. шляхтич Я. Домарат пристроил к башне церковь, которая сохранилась до наших дней. И XVI—XVII вв. Шаровка принадлежала раннеказацкому роду Претвичей. Б. Претвич был соратником Байды-Вишневецкого, в награду за успешную оборону юго-восточных границ Польши от татар (в частности, знаменитый поход на Очаков) получил от короля Сигизмунда Августа теребовлянское староство. Я. Петрович в нач. XVII в. построил в Шаровке замок, который не дошел до наших дней. Сохранился костел XVIII в., а рядом с ним — старинный парк-заповедник XIX в. площадью около 12 га, спускающийся к прудам.

## Местный совет
32132, Хмельницкая обл., Ярмолинецкий р-н, с. Шаровка